# Кара-Самур
Кара-Самур — река в России (Дагестан), левый приток р. Самур. Протекает по территории Рутульского района. От истока до впадения реки Хултайчай носит название Гунтуца, до впадения реки Хиривалю — Хултайчай.

## География
Река Кара-Самур берёт начало с южного склона хребта Дюльтыдаг и впадает с левого берега в р. Самур в 147 км от устья.
Длина реки 42 км, общее падение 2300 м, площадь водосбора 482 км², средняя его высота 2650 м.

## Притоки
Основными притоками являются: Хултайчай (п), Бесган (п), Хиривалю (л), Гамамдере (л), Муклух (п), Хеляхан (Алихунчай) (л), Джилихур (л), Врушмери (л).

## Изучение реки и водохозяйственное значение
Сток реки изучается на ГП Лучек.

## Населённые пункты на реке
Сёла: Ихрек, Джилихур, Лучек.